# Ральф Меркле
Ральф Чарльз Меркле (англ. Ralph Charles Merkle; народився 2 лютого 1952, Берклі, Каліфорнія, США) — американський криптограф, знаний своїми роботами в галузі криптосистем з відкритим ключем (протокол Діффі — Геллмана — Меркла) і хешування (див. структура Меркла — Демґарда).

## Біографія

### Походження
Пращури Мерклема були родом із Швейцарії. Прапрадід Ральфа, Йоханн Ульріх Мерклем, народився 1 жовтня 1810 року у швейцарському місті Берлін-ген. Через два роки після одруження Йоханна Мерклема в 1863 році, 9 квітня 1865 року в Базелі народився Джон Ернст Карл Мерклем, майбутній прадід Ральфа. Ернст Мерклем переїхав до США, де у 1887 році в Фаулері одружився з Анною Тільман. Родина постійно переїжджала з місця на місце. У 1927 році Ернст Мерклем помер, залишивши після себе синів — Фреда та Ернста Мерклема-молодшого, діда Ральфа.
Ральф Мерклем народився 2 лютого 1952 року в Берклі в родині Теодора Чарльза Мерклема, згодом відомого за посадою технічного директора проєкту «Плутон». Тедор Мерклем був відомий своєю одержимістю роботою і нетерплячістю. Колеги порівнювали його з «сильним вітром», або — і зі «слоном у посудній лавці». Його колега Джим Хедлі говорив, що Тед не схильний був розплутувати гордіїв вузол, воліючи розрубати його. Незадовго до народження Ральфа, Тед закінчив університет у Берклі і почав працював асистентом викладача. Платня була невеликою, і тому родині, в якій було троє дітей, іноді доводилося обмежувати свій раціон, але Тед все одно пишався тим, що виростив трьох дітей на зарплату асистента викладача.
Мрією Мерклема-старшого було вивчення космосу на якій-небудь іонній ракеті, що летить зі світловою швидкістю. Проєкт «Плутон» дав йому можливість наблизитися до виконання своєї мрії. 1 січня 1957 року Мерклем, який на той час вже здобув докторський ступінь і очолював дослідницький підрозділ у Радіаційної лабораторії імені Лоуренса, був призначений технічним директором проєкту. Вже в період закриття проєкту (1964 року) у Теда Мерклема лікарі виявили рак печінки. Зіткнувшись з обмеженим рівнем медицини того часу, Тед вельми засмутився. Але надалі, він разом з ще одним інженером, розробив ранню версію комп'ютерної томографії, виконуваної за допомогою лабораторних комп'ютерів. За допомогою цієї розробки вони зробили «топографічну карту» печінки Мерклема. За спогадами його колеги, Мерклем мужньо ставився до своєї хвороби, знаючи, що вона невиліковна.
Старша сестра Ральфа, Джудіт Меркл-Рейлі
(1942—2010), стала письменницею. За своє життя написала шість історичних романів, які принесли їй популярність.

### Ранні роки
Після закінчення Ліверморського коледжу
в 1970 році Ральф Мерклем вступив до Каліфорнійського університету в Берклі. В університеті він займався проєктуванням електричних систем, але у 1973 році зацікавився алгоритмами шифрування. Найбільший інтерес у Мерклема викликало завдання забезпечення захисту комунікацій між терміналом і комп'ютером при їх взаємодії з відкритими лініями. У 1974 році він закінчив університет, здобувши ступінь бакалавра мистецтв в галузі інформатики. У тому ж році запропонував першу некласифіковану схему для захищеного обміну даними по незахищених каналах, ключова ідея якої полягала в тому, що для втручання стороннього учасника йому знадобиться N2 більше часу, де N — час, необхідний довіреним учасникам для виконання відповідних математичних операцій над інформацією, що обмінюється. Попри те, що даний підхід містив у собі вразливі місця (наприклад, при використанні квантових обчислень операції виконувалися значно швидше), даний алгоритм запропонував ідею для подальших досліджень.

### Наукова діяльність
У жовтні 1989 року журнал Cryonics (укр. «Кріоніка») опублікував статтю Мерклема «Молекулярне відновлення мозку» (англ. Molecular Repair of the Brain). Стаття викликала значний резонанс. Так, наприклад, у 1990 році відомий фантаст Артур Кларк у своєму романі «Привид з великих мілин» процитував фразу зі статті, згадавши Мерклема та Alcor. Значний інтерес до статті був обумовлений тим, що в ній Мерклем через ряд логічних і математичних доказів намагався довести реальність здійснення кріоніки. Проте, низку наведених ним аргументів розкритикували. В лютому 1991 року журнал Cryonics опублікував критичну рецензію доктора Грегорі Фейхі, що присвятив себе вивченню питань кріобіології та геронтології. Фейхі відзначав ряд занадто вільних, на його погляд, припущень, ставлячи під сумнів висновки, зроблені Мерклом. Ця критика зачепила Мерклема за живе, через що він незабаром опублікував відповідну статтю, в якій заперечував Фейхі, але в 1994 році була опублікована доповнена версія статті Мерклема.
У своєму дослідженні «Кінематичні самовідтворювальні машини» (2004 рік) вперше провів комплексний аналіз усіх конструкцій реплікаторів.

## Нагороди
У 1996 році був нагороджений премією Канеллакіса"За концепцію і першу ефективну реалізацію криптосистем з відкритим ключем".

## Родина
Дружина — Керол Шоу, розробник комп'ютерних ігор (одружилися у 1983 році).